# Culex oresbius
Culex oresbius är en tvåvingeart som beskrevs av Ralph E. Harbach och Rampa Rattanarithikul 1988. Culex oresbius ingår i släktet Culex och familjen stickmyggor.
Artens utbredningsområde är Thailand. Inga underarter finns listade i Catalogue of Life.